# Првенство Југославије у фудбалу 1927.
Првенство 1927. године је први шампионат одигран по лига систему. Шампион је био Хајдук из Сплита, а навајлија БСК Београд је заменио Југославију Београд као најбољи српски тим, услед чињенице да је половина тима Југославије прешла да игра за БСК.

## Учесници првенства
- БСК, Београд
- Илирија Љубљана, Љубљана
- САНД, Суботица
- САШК Сарајево, Сарајево
- Хајдук Сплит, Сплит
- ХАШК, Загреб

## Табела
| Место | Клуб          | мечева | победа | нерешених | пораза | дати голови | примљени голови | гол разлика | бодова |
| ----- | ------------- | ------ | ------ | --------- | ------ | ----------- | --------------- | ----------- | ------ |
| 1     | Хајдук        | 5      | 4      | 0         | 1      | 15          | 6               | +9          | 8      |
| 2     | БСК           | 5      | 3      | 0         | 2      | 17          | 16              | +1          | 6      |
| 3     | ХАШК          | 5      | 2      | 1         | 2      | 11          | 15              | -4          | 5      |
| 4     | САНД Суботица | 5      | 2      | 0         | 3      | 11          | 12              | -1          | 4      |
| 5     | САШК          | 5      | 2      | 0         | 3      | 12          | 13              | -1          | 4      |
| 6     | Илирија       | 5      | 1      | 1         | 3      | 5           | 9               | -4          | 3      |

### Освајач лиге
ХАЈДУК СПЛИТ (тренер: Лука Калитерна)
Отмар Газари
Ренцо Газари
Иван Монтана
Мирослав Дешковић
Миховил Курир
Вељко Подује
Шиме Подује
Лео Лемешић
Мирко Боначић
Антун Боначић
Винко Радић
| Првак Југославије у фудбалу 1927. |
| --------------------------------- |
| Хајдук Сплит                      |
| Прва титула                       |